# Arbutina
Arbutina es un glucósido; una glicosilada hidroquinona extraída de la planta gayuba en el género Arctostaphylos. Se inhibe la tirosinasa y por lo tanto previene la formación de melanina. Por lo tanto, la arbutina se utiliza como un agente aclarador de la piel. Arbutina se encuentra en el trigo, y se concentra en la piel de la pera. También se encuentra en Bergenia crassifolia.

## Producción
La arbutina pura se puede preparar sintéticamente a partir de la reacción de acetobromoglucosa y la hidroquinona en presencia de álcali.

## La medicina popular
Arctostaphylos uva-ursi, que contiene arbutina, es un tratamiento tradicional para las infecciones del tracto urinario.